# Schoonspringen op de Olympische Zomerspelen 2024 – tienmetertoren vrouwen
Het schoonspringen op de tienmetertoren voor vrouwen tijdens de Olympische Zomerspelen 2024 vond plaats op woensdag 8 en donderdag 9 augustus 2024.

## Uitslag
| Rang   | Naam                      | Land | Voorronde | Voorronde | Halve finale  | Halve finale  | Finale        | Finale        | Finale        | Finale        | Finale        | Finale        |
| Rang   | Naam                      | Land | Punten    | Rang      | Punten        | Rang          | 1             | 2             | 3             | 4             | 5             | Punten        |
| ------ | ------------------------- | ---- | --------- | --------- | ------------- | ------------- | ------------- | ------------- | ------------- | ------------- | ------------- | ------------- |
| Goud   | Quan Hongchan             | CHN  | 421.25    | 1         | 421.05        | 1             | 90.00         | 84.80         | 76.80         | 92.40         | 81.60         | 425.60        |
| Zilver | Chen Yuxi                 | CHN  | 382.15    | 2         | 403.05        | 2             | 82.50         | 78.40         | 89.10         | 89.10         | 81.60         | 420.70        |
| Brons  | Kim Mi-rae                | PRK  | 287.70    | 10        | 322.40        | 4             | 80.00         | 67.50         | 72.60         | 76.80         | 75.20         | 372.10        |
| 4      | Caeli McKay               | CAN  | 324.90    | 3         | 308.85        | 7             | 72.00         | 63.00         | 76.80         | 75.90         | 76.80         | 364.50        |
| 5      | Gabriela Agúndez          | MEX  | 306.95    | 6         | 295.00        | 9             | 67.50         | 79.20         | 62.40         | 69.30         | 72.00         | 350.40        |
| 6      | Andrea Spendolini-Sirieix | GBR  | 320.80    | 4         | 367.00        | 3             | 76.80         | 62.40         | 64.50         | 60.20         | 81.60         | 345.50        |
| 7      | Ellie Cole                | AUS  | 290.00    | 9         | 309.90        | 6             | 64.50         | 72.00         | 67.20         | 67.20         | 62.40         | 333.30        |
| 8      | Alejandra Orozco          | MEX  | 320.80    | 4         | 312.00        | 5             | 63.00         | 64.00         | 68.80         | 67.20         | 57.60         | 320.60        |
| 9      | Matsuri Arai              | JPN  | 280.65    | 16        | 300.50        | 8             | 63.00         | 66.00         | 65.25         | 65.80         | 54.40         | 314.45        |
| 10     | Sarah Jodoin Di Maria     | ITA  | 286.10    | 11        | 294.85        | 10            | 72.00         | 64.50         | 56.00         | 42.05         | 67.20         | 301.75        |
| 11     | Melissa Wu                | AUS  | 285.20    | 13        | 294.10        | 11            | 58.50         | 64.00         | 40.60         | 52.80         | 62.40         | 278.30        |
| 12     | Else Praasterink          | NED  | 281.60    | 15        | 292.80        | 12            | 52.20         | 44.80         | 45.00         | 57.60         | 50.75         | 250.35        |
| 13     | Lois Toulson              | GBR  | 299.60    | 8         | 278.50        | 13            | Uitgeschakeld | Uitgeschakeld | Uitgeschakeld | Uitgeschakeld | Uitgeschakeld | Uitgeschakeld |
| 14     | Ana Carvajal              | ESP  | 285.60    | 12        | 276.90        | 14            | Uitgeschakeld | Uitgeschakeld | Uitgeschakeld | Uitgeschakeld | Uitgeschakeld | Uitgeschakeld |
| 15     | Delaney Schnell           | USA  | 278.15    | 17        | 271.95        | 15            | Uitgeschakeld | Uitgeschakeld | Uitgeschakeld | Uitgeschakeld | Uitgeschakeld | Uitgeschakeld |
| 16     | Anisley García            | CUB  | 283.00    | 14        | 270.65        | 16            | Uitgeschakeld | Uitgeschakeld | Uitgeschakeld | Uitgeschakeld | Uitgeschakeld | Uitgeschakeld |
| 17     | Christina Wassen          | GER  | 303.20    | 7         | 255.55        | 17            | Uitgeschakeld | Uitgeschakeld | Uitgeschakeld | Uitgeschakeld | Uitgeschakeld | Uitgeschakeld |
| 18     | Maia Biginelli            | ITA  | 277.00    | 18        | 240.80        | 18            | Uitgeschakeld | Uitgeschakeld | Uitgeschakeld | Uitgeschakeld | Uitgeschakeld | Uitgeschakeld |
| 19     | Daryn Wright              | USA  | 272.25    | 19        | Uitgeschakeld | Uitgeschakeld | Uitgeschakeld | Uitgeschakeld | Uitgeschakeld | Uitgeschakeld | Uitgeschakeld | Uitgeschakeld |
| 20     | Kate Miller               | CAN  | 266.30    | 20        | Uitgeschakeld | Uitgeschakeld | Uitgeschakeld | Uitgeschakeld | Uitgeschakeld | Uitgeschakeld | Uitgeschakeld | Uitgeschakeld |
| 21     | Pauline Alexandra Pfeif   | GER  | 264.15    | 21        | Uitgeschakeld | Uitgeschakeld | Uitgeschakeld | Uitgeschakeld | Uitgeschakeld | Uitgeschakeld | Uitgeschakeld | Uitgeschakeld |
| 22     | Džeja Delanija Patrika    | LAT  | 259.30    | 22        | Uitgeschakeld | Uitgeschakeld | Uitgeschakeld | Uitgeschakeld | Uitgeschakeld | Uitgeschakeld | Uitgeschakeld | Uitgeschakeld |
| 23     | Ingrid Oliveira           | BRA  | 255.90    | 23        | Uitgeschakeld | Uitgeschakeld | Uitgeschakeld | Uitgeschakeld | Uitgeschakeld | Uitgeschakeld | Uitgeschakeld | Uitgeschakeld |
| 24     | Maycey Adrianne Vieta     | PUR  | 253.90    | 24        | Uitgeschakeld | Uitgeschakeld | Uitgeschakeld | Uitgeschakeld | Uitgeschakeld | Uitgeschakeld | Uitgeschakeld | Uitgeschakeld |
| 25     | Sofiya Lyskun             | UKR  | 253.10    | 25        | Uitgeschakeld | Uitgeschakeld | Uitgeschakeld | Uitgeschakeld | Uitgeschakeld | Uitgeschakeld | Uitgeschakeld | Uitgeschakeld |
| 26     | Kim Nam-hyun              | KOR  | 250.00    | 26        | Uitgeschakeld | Uitgeschakeld | Uitgeschakeld | Uitgeschakeld | Uitgeschakeld | Uitgeschakeld | Uitgeschakeld | Uitgeschakeld |
| 27     | Victoria Garza            | DOM  | 226.80    | 28        | Uitgeschakeld | Uitgeschakeld | Uitgeschakeld | Uitgeschakeld | Uitgeschakeld | Uitgeschakeld | Uitgeschakeld | Uitgeschakeld |
| 28     | Malak Tawfik              | EGY  | 193.75    | 29        | Uitgeschakeld | Uitgeschakeld | Uitgeschakeld | Uitgeschakeld | Uitgeschakeld | Uitgeschakeld | Uitgeschakeld | Uitgeschakeld |
| 29     | Ciara McGing              | IRL  | 188.50    | 30        | Uitgeschakeld | Uitgeschakeld | Uitgeschakeld | Uitgeschakeld | Uitgeschakeld | Uitgeschakeld | Uitgeschakeld | Uitgeschakeld |